# Alcimobolus domingensis
Alcimobolus domingensis är en mångfotingart som först beskrevs av Henri Saussure och Jean-Henri Humbert 1872.  Alcimobolus domingensis ingår i släktet Alcimobolus och familjen Rhinocricidae. Inga underarter finns listade i Catalogue of Life.